# Jules Séglas
Louis Jules Ernest Séglas (31 de mayo de 1856 – 1939) fue un psiquiatra francés,  considerado un alienista que formaba parte de un grupo de autores franceses que desarrollaron gran parte de sus carreras en el Hospital La Salpêtrière, y que adicionalmente estuvo en los manicomios del Hospital Bicêtre en París. Se interesó esencialmente en los problemas psiquiátricos que surgieron en su época. Influenciado por varios psiquiatras entre otros como Henri Ey (1900–1977), Jacques Lacan (1901–1981) y Jean-Martin Charcot (1825–1893), junto con Gilbert Ballet (1853–1916), Jules Cotard (1840–1889), Jean Pierre Falret (1794–1870) y Philippe Chaslin (1857-1923), estudió la nosografía de las alucinaciones, el delirio de la negación, la melancolía, la paranoia y más ampliamente la psicosis.

## Historia
En 1892 investigó acerca del fenómeno alucinatorio con lo que dio lugar a su monografía Des troubles du langage chez les alié-nés que particularmente es conocida por las descripciones de las alucinaciones psicomotrices verbales diferenciadas de las alucinaciones psíquicas de Jules Baillager (1809-1890). Precisando sus pensamientos acerca del origen psicológico de las alucinaciones, las determinó como <<patología del lenguaje interior>>.
En 1895 publicó su obra Leçons Cliniques. Les Maladies Mentales Et Nerveuses en la cual presenta diversos casos que son estudiados a partir de historiales clínicos, poniendo así en relación los síntomas estructurales de la psicología patológica de cada individuo con estructuras diagnósticas.
Jules Séglas reparó en que el término de delirio hace referencia al conjunto de pensamientos patológicos que se relacionan con el individuo en sí mismo, junto con el mundo exterior que lo rodea. Determinó que un sujeto delirante carece de la capacidad de analizar ante sus propias ideas de tal modo que esto puede llevar a una transformación sustancial en la personalidad. También caracterizó a la melancolía como un síndrome que puede aparecer en distintas enfermedades y puede tener diversa etiología, es un fenómeno sensorial que se da interiormente en el organismo sin que esté mediado por el sentido del gusto, tacto, auditivo, olfativo o el de la vista; al que llamó dolor moral.